# Eulithidium adamsi
Eulithidium adamsi is een slakkensoort uit de familie van de Phasianellidae. De wetenschappelijke naam van de soort is voor het eerst geldig gepubliceerd in 1853 door Philippi.